# يانان
يانان (بالصينية: 延安市 )‏ هي مدينة على مستوى محافظة، في جمهورية الصين الشعبية، تتبع شنشي، تبلغ مساحتها 37,000 كيلومتر مربع، رمزها البريدي هو 716000.

## المناخ
يظهر الجدول التالي التغييرات المناخية على مدار السنة ليانان:
| البيانات المناخية لـيانان                   | البيانات المناخية لـيانان | البيانات المناخية لـيانان | البيانات المناخية لـيانان | البيانات المناخية لـيانان | البيانات المناخية لـيانان | البيانات المناخية لـيانان | البيانات المناخية لـيانان | البيانات المناخية لـيانان | البيانات المناخية لـيانان | البيانات المناخية لـيانان | البيانات المناخية لـيانان | البيانات المناخية لـيانان | البيانات المناخية لـيانان |
| الشهر                                       | يناير                     | فبراير                    | مارس                      | أبريل                     | مايو                      | يونيو                     | يوليو                     | أغسطس                     | سبتمبر                    | أكتوبر                    | نوفمبر                    | ديسمبر                    | المعدل السنوي             |
| ------------------------------------------- | ------------------------- | ------------------------- | ------------------------- | ------------------------- | ------------------------- | ------------------------- | ------------------------- | ------------------------- | ------------------------- | ------------------------- | ------------------------- | ------------------------- | ------------------------- |
| متوسط درجة الحرارة الكبرى °م (°ف)           | 2.2 (36.0)                | 5.6 (42.1)                | 11.9 (53.4)               | 20.2 (68.4)               | 25.3 (77.5)               | 28.7 (83.7)               | 29.7 (85.5)               | 28.2 (82.8)               | 23.3 (73.9)               | 17.6 (63.7)               | 10.3 (50.5)               | 3.9 (39.0)                | 17.2 (63.0)               |
| متوسط درجة الحرارة الصغرى °م (°ف)           | −11 (12)                  | −7.2 (19.0)               | −1 (30)                   | 5.4 (41.7)                | 10.6 (51.1)               | 14.9 (58.8)               | 17.8 (64.0)               | 16.7 (62.1)               | 11.4 (52.5)               | 4.8 (40.6)                | −2.2 (28.0)               | −8.6 (16.5)               | 4.3 (39.7)                |
| الهطول مم (إنش)                             | 3.0 (0.12)                | 5.0 (0.20)                | 17.6 (0.69)               | 26.3 (1.04)               | 41.7 (1.64)               | 67.7 (2.67)               | 112.1 (4.41)              | 117.5 (4.63)              | 68.0 (2.68)               | 35.0 (1.38)               | 13.6 (0.54)               | 3.2 (0.13)                | 510.7 (20.13)             |
| متوسط أيام هطول الأمطار (≥ 0.1 mm)          | 2.2                       | 3.2                       | 5.2                       | 6.2                       | 7.5                       | 9.0                       | 13.3                      | 11.8                      | 10.2                      | 7.1                       | 3.8                       | 2.1                       | 81.6                      |
| متوسط الرطوبة النسبية (%)                   | 53                        | 52                        | 54                        | 48                        | 51                        | 59                        | 70                        | 74                        | 74                        | 69                        | 63                        | 57                        | 60                        |
| ساعات سطوع الشمس الشهرية                    | 194.3                     | 172.7                     | 194.3                     | 220.7                     | 247.1                     | 239.5                     | 222.1                     | 212.9                     | 183.4                     | 190.4                     | 185.2                     | 185.9                     | 2٬448٫5                   |
| نسبة وصول أشعة الشمس                        | 64                        | 57                        | 53                        | 56                        | 57                        | 55                        | 50                        | 51                        | 49                        | 55                        | 60                        | 62                        | 55                        |
| المصدر: China Meteorological Administration |                           |                           |                           |                           |                           |                           |                           |                           |                           |                           |                           |                           |                           |

## التقسيمات الإدارية
- Baota District [الإنجليزية]‏
- Yanchang County [الإنجليزية]‏
- Yanchuan County [الإنجليزية]‏
- Zichang [الإنجليزية]‏
- Ansai District [الإنجليزية]‏
- Zhidan County [الإنجليزية]‏
- Wuqi County [الإنجليزية]‏
- Fu County [الإنجليزية]‏
- Luochuan County [الإنجليزية]‏
- Yichuan County, Shaanxi [الإنجليزية]‏
- Huanglong County [الإنجليزية]‏
- مقاطعة هوانغ لينغ  [لغات أخرى]‏.